# Vem städar folkhemmet?
Vem städar folkhemmet? är en svensk forskningsrapport från 2010, som publicerades av Institutet för framtidsstudier och sändes av UR 2011. Den skrevs av Anna Gavanas, som intervjuade personer inom såväl de svarta som lagliga anställningsformerna inom hushållsnära tjänster.
Rapporten skrevs på engelska, då under titeln "Who Cleans the Welfare State?".

## Teman
Rapporten har fyra sammanlänkande teman.
- Samverkan mellan formella och informella delar av hushållstjänstesektorn
- Mellanhändernas aktualiserande i situationer där migrerande arbetare saknar viktiga maktresurser; kunskaper i flytande svenska, sociala nätverk och dokumenterad migrationsstatus
- Utpressning och sexuella trakasserier som ibland ingår i förhandlingar och maktrelationer mellan aktörerna
- Skatteavdragen för hushållsnära tjänster, och hur de påverkar aktörernas villkor

## UR-program
- Intervju med Catrin Lundström
- Branschens utmaningar
- Hushållsnära tjänster i ett rättsligt perspektiv
- "Städsvenska" och andra återvändsgränder
- Intervju med Bo Larsson
- Tyska hembiträden i 50-talets Sverige
- Intervju med Sanna Hansen Fransson
- "Live-in maids" i svenska hem i Singapore
- Hushållsnära tjänster i en globaliserad värld

### Fotnoter
1. ↑  ”Världen blev inte perfekt”. Svenska Dagbladet. 11 december 2010. http://www.svd.se/opinion/ledarsidan/varlden-blev-inte-perfekt_5801565.svd. Läst 21 januari 2012.
2. 1 2  ”Who cleans the Welfare State?”. Institutet för framtidsstudier. 22 mars 2010. http://www.framtidsstudier.se/publikation/who-cleans-the-welfare-state-migration-informalization-social-exclusion-and-domestic-services-in-stockholm/. Läst 21 januari 2012.